# Цзюлунпо
Цзюлунпо́ (кит. упр. 九龙坡, пиньинь Jiǔlóngpō, буквально: «склон девяти драконов») — район городского подчинения города центрального подчинения Чунцин (КНР).

## География
Район Цзюлунпо расположен в юго-западной части городского ядра Чунцина (входит в состав урбанизированной части муниципалитета центрального подчинения). Северо-восточная часть Цзюлунпо, выходящая к реке Янцзы у моста Эгунъянь, является плотно застроенной зоной, остальная часть района представляет собой посёлки и сельскохозяйственные угодья.
Цзюлунпо граничит с районами Шапинба, Юйчжун, Дадукоу, Цзянцзинь и Бишань, а через Янцзы — с районами Наньань и Банань.

## История
При империи Мин эта местность была известна под названием Цзюлунтань (九龙滩, «Откос девяти драконов»). В 1939 году здесь был построен аэродром Цзюлунпу (九龙铺, «Поле девяти драконов»). В 1942 году здесь был образован 17-й район Чунцина.
В 1950 году 17-й и 8-й районы Чунцина были объединены в 4-й район. В 1955 году 4-й район был переименован в Цзюлунпо («Склон девяти драконов», по созвучию с «Цзюлунпу»).

## Административно-территориальное деление
Район Цзюлунпо делится на 8 уличных комитетов и 11 посёлков: 
Уличные комитеты
- Сецзявань (Xiejiawan, 谢家湾街道)
- Хуанцзюэпин (Huangjueping, 黄桷坪街道)
- Чжунляншань (Zhongliangshan, 中梁山街道)
- Шипинцяо (Shipingqiao, 石坪桥街道)
- Шицяопу (Shiqiaopu, 石桥铺街道)
- Эрлан (Erlang, 二郎街道)
- Юйчжоу-роуд (Yuzhou Road, 渝州路街道)
- Янцзяпин (Yangjiaping, 杨家坪街道)

Посёлки
- Байшии (Baishiyi, 白市驿镇)
- Бафу (Bafu, 巴福镇)
- Сипэн (Xipeng, 西彭镇)
- Таоцзя (Taojia, 陶家镇)
- Тунгуаньи (Tongguanyi, 铜罐驿镇)
- Ханьгу (Hangu, 含谷镇)
- Хуаянь (Huayan, 华岩镇)
- Цзиньфэн (Jinfeng, 金凤镇)
- Цзоума (Zouma, 走马镇)
- Цзюлун (Jiulong, 九龙镇)
- Шибань (Shiban, 石板镇)

## Экономика
На пешеходной улице Янцзяпин сконцентрированы универмаги, популярные магазины и рестораны. Большое значение имеет жилищное и коммерческое строительство, коммунальное обслуживание (электро-, газо- и водоснабжение, вывоз мусора и парковки), розничная торговля, финансовые и транспортные услуги.
В южной части района (посёлок Сипэн) расположена промышленная зона, где базируются компании Chongqing Linxie Aluminium Industry, Zhongtai New Energy и Chongqing Yuhuan Nonferrous.

### Туризм
В районе развит деловой туризм; здесь расположены Чунцинский выставочный центр и престижные отели сетей Sofitel и Carlton.

## Транспорт

### Железнодорожный

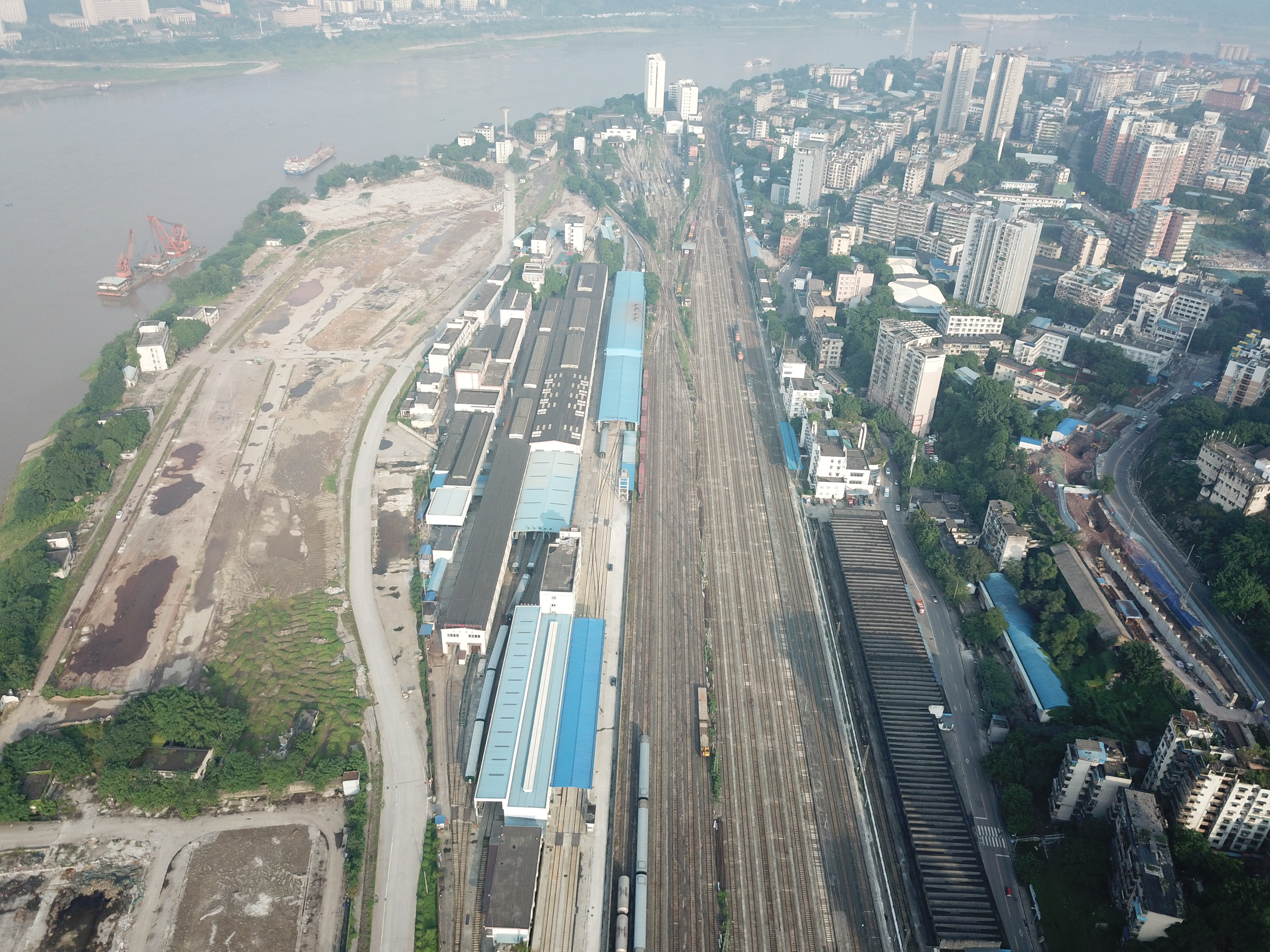
Станция Чунциннань

Цзюлунпо обслуживают четыре линии Чунцинского метрополитена: Кольцевая линия (Шапинба — Цзянбэй — Юйбэй — Наньань — Цзюлунпо), Первая линия (Юйчжун — Бишань), Вторая линия (Юйчжун — Банань) и Пятая линия (Цзянбэй — Дадукоу).
Станция Чунциннань (Южный Чунцин) и станция посёлка Тунгуаньи обслуживают грузовую линию Чэнду — Чунцин. Станция посёлка Байшии обслуживает региональную грузовую линию Синлунчан — Лохуан (Xinglongchang-Luohuang Railway).

### Автомобильный
Через территорию района проходят скоростные автомагистрали G75 (Ланьчжоу — Хайкоу), G85 (Иньчуань — Куньмин), G93 (большое кольцо Чэнду — Чунцин) и G5001 (Чунцинская кольцевая дорога).

## Образование
В Цзюлунпо расположены кампус Чунцинского университета науки и технологий, Сычуаньский институт изобразительных искусств, Чунцинская железнодорожная высшая школа, а также средние школы Юйцай и Цинхуа.

## Достопримечательности

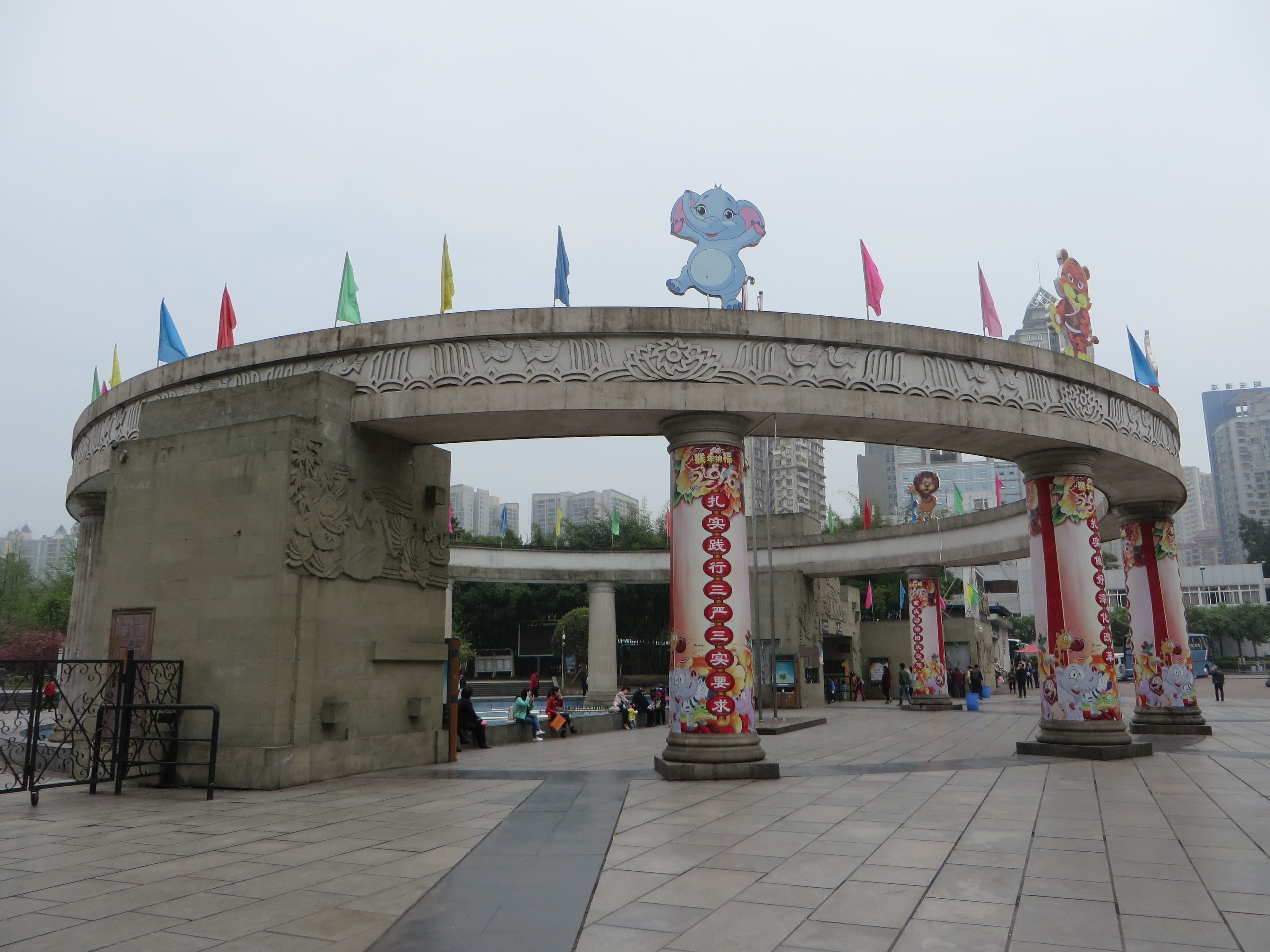
Вход в зоопарк

- Чунцинский зоопарк открылся в 1955 году и занимает площадь в 45 гектаров. Здесь посетители могут увидеть африканского слона, большую панду, китайского тигра, белого тигра, дымчатого леопарда, малую панду и многих других животных.
- Буддийский храмовый комплекс Хуаянь.
- Парк развлечений Хайлукун.
- Парк Шибань.
- Гольф-клуб Шанбан.
- Горячие источники Хайланьюньтянь.
- Старые кварталы в Байшии.

## Спорт
В Цзюлунпо расположен Олимпийский спортивный парк, в котором находится Олимпийский спортивный центр (в его состав входят крытый футбольный стадион на 58,7 тыс. мест, футбольная школа, теннисные корты, баскетбольные и волейбольные площадки). Стадион является домашней ареной футбольного клуба «Чунцин Лянцзян Атлетик».

## Галерея

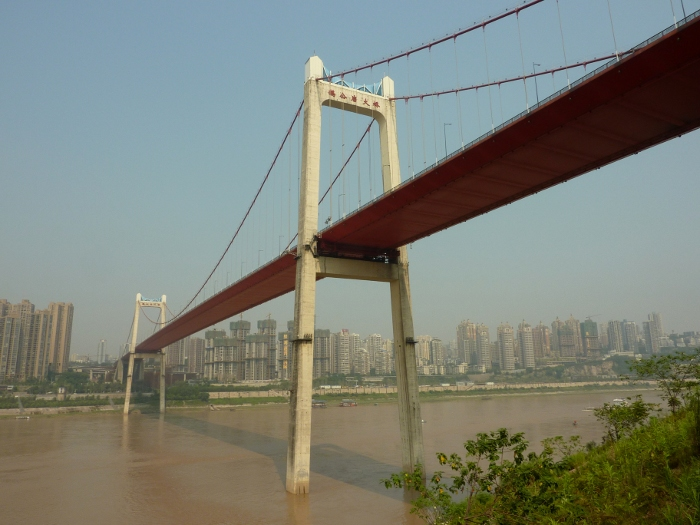
Мост Эгунъянь
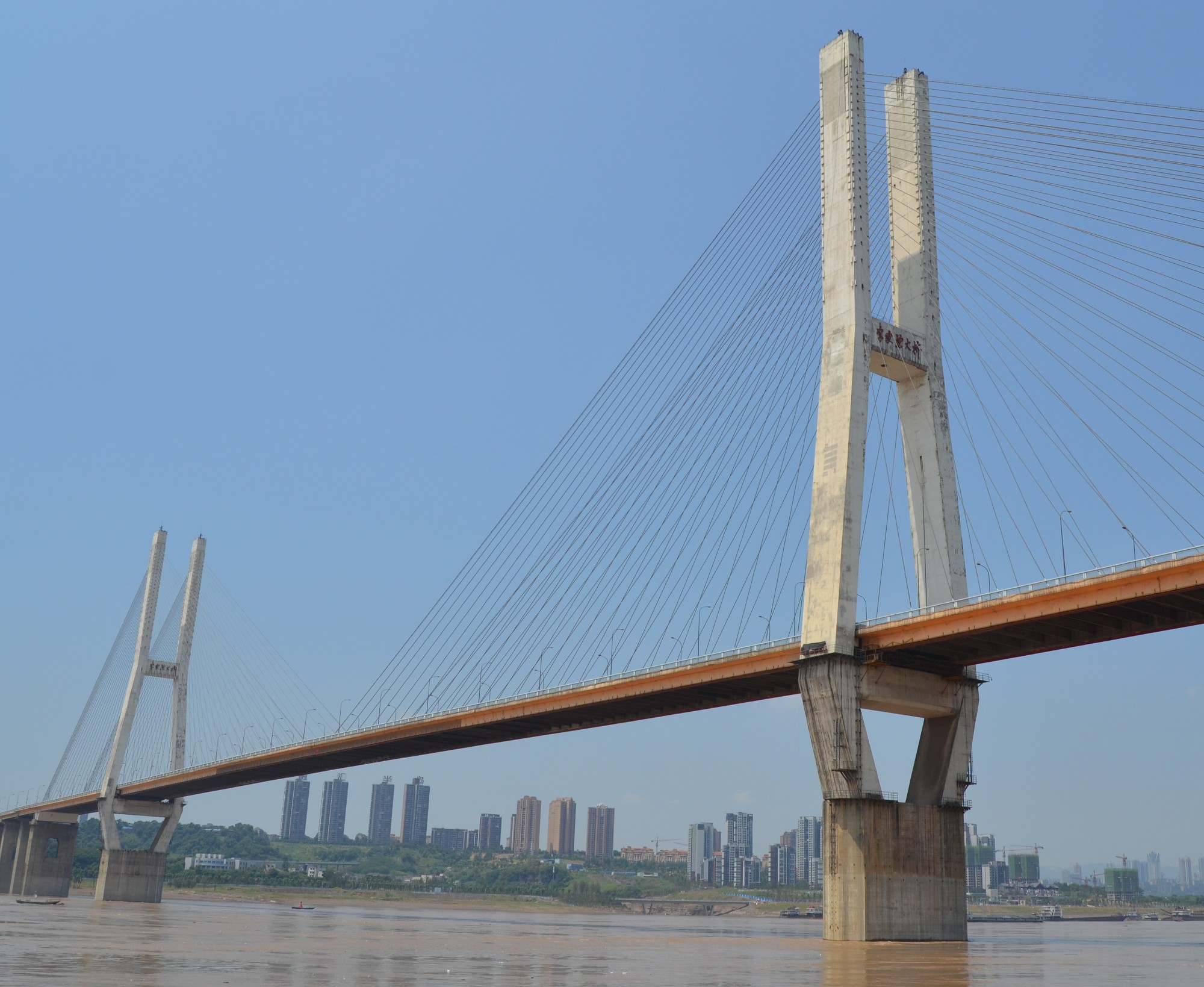
Мост Лицзято
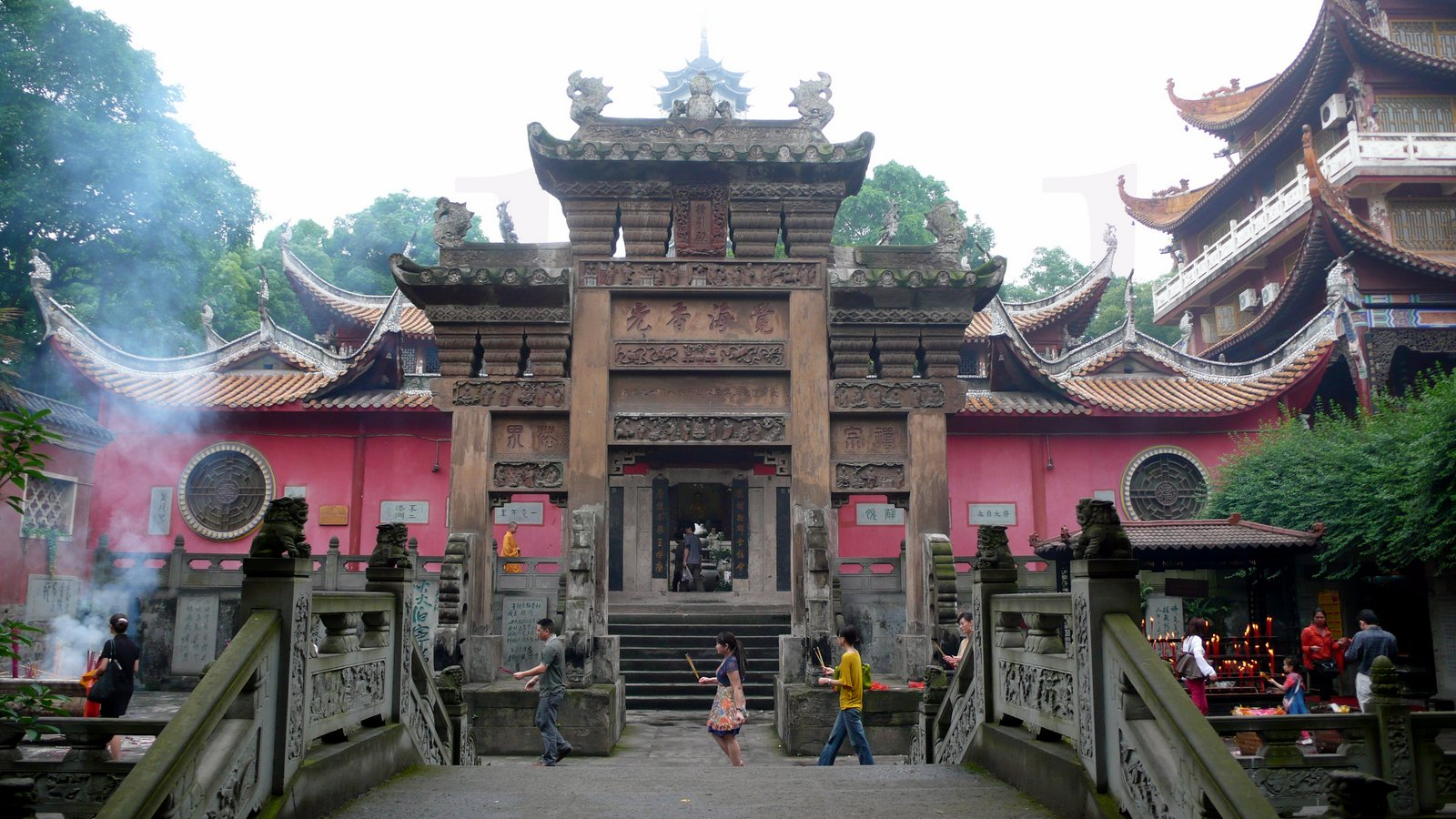
Храм Хуаянь
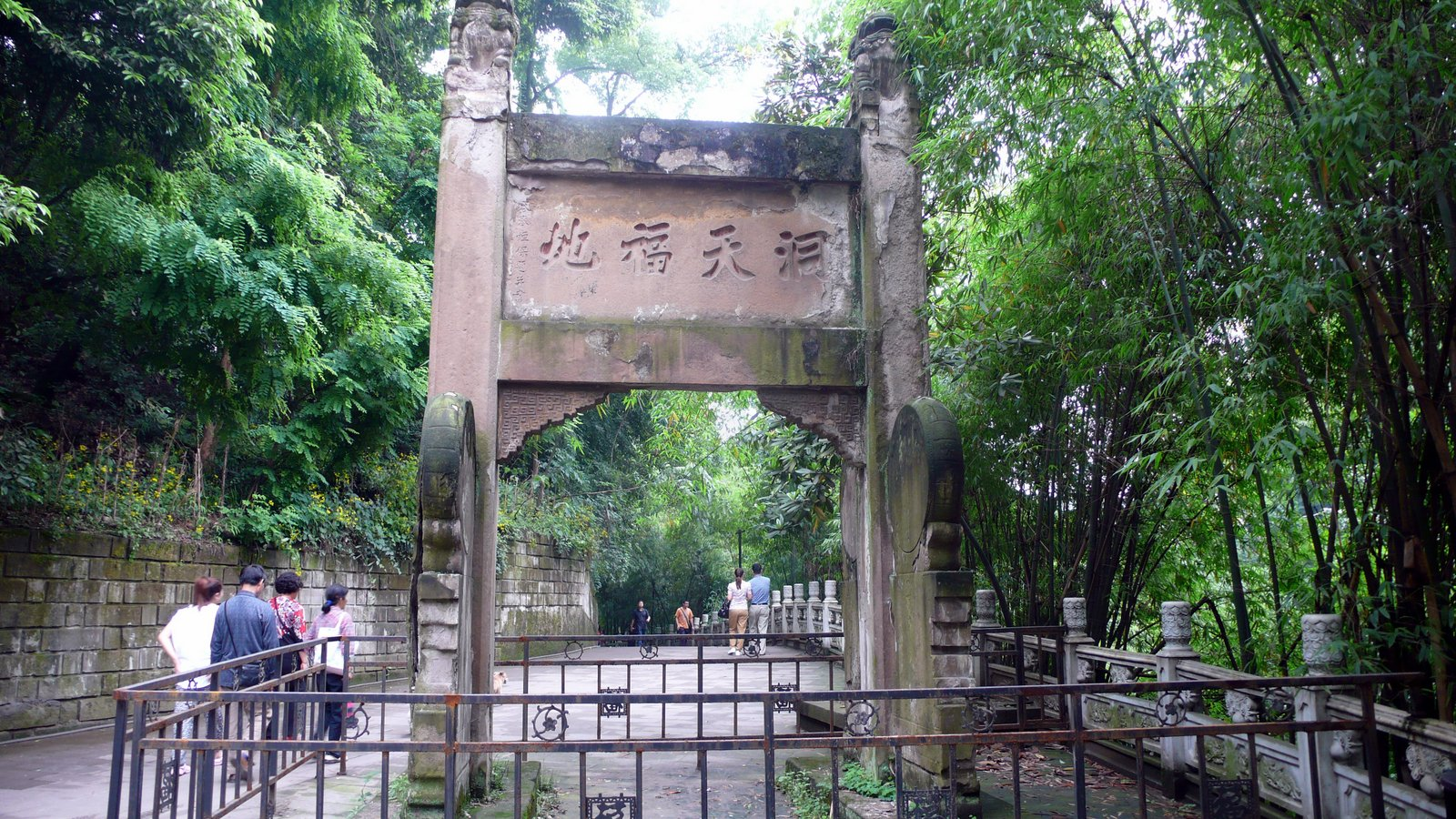
Парк Хуаянь